# 光丘

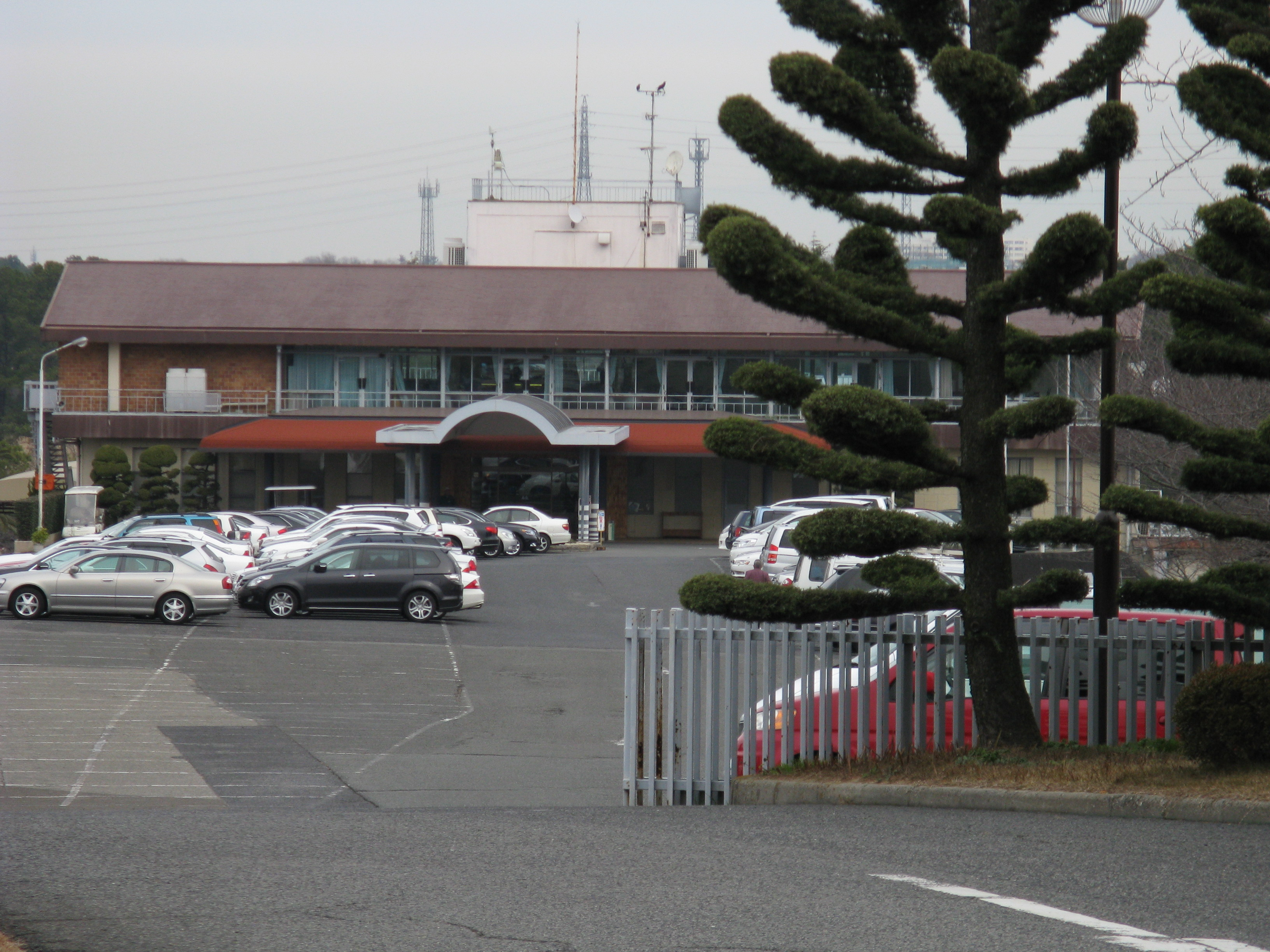
聖丘カントリー倶楽部

株式会社光丘（こうきゅう）は、大阪府富田林市にあるレジャー・不動産会社。

## 概要
パーフェクト リバティー教団（PL教団）のベンチャー企業。かつてはPLランド（桜ケ丘遊園）と言う遊園地も経営していた。社名の読みは「こうきゅう」であるが、「ひかりおか」と読む人も多い。

## 主な施設
- 聖丘カントリー倶楽部
- 光丘カントリー倶楽部
- 光丘パブリックゴルフ場
- レストラン・カフェ「モンバン」
- 泉国際ゴルフ倶楽部

- 総丘カントリー倶楽部 - 2015年にPGMホールディングスに譲渡

## 関係項目
- パーフェクト リバティー教団（PL教団）
- PLランド（桜ケ丘遊園）
- 教祖祭PL花火芸術